# Sébastien Hinault
Sébastien Hinault (ur. 11 lutego 1974 w Saint-Brieuc) – francuski kolarz szosowy, zawodnik profesjonalnej ekipy IAM Cycling. 
Od początku kariery zawodowej związany był z jednym klubem - Crédit Agricole, jednak w 2009 przeszedł do Ag2r-La Mondiale. Na liście sukcesów ma kilka zwycięstw na etapach znanych wyścigów wieloetapowych. Największe dotychczasowe sukcesy odnosił w 2008 roku, kiedy to wygrał 4-etapowy wyścig Tour du Limousin i 10. etap Vuelta a España.
Sébastien Hinault nie jest spokrewniony z pięciokrotnym zwycięzcą Tour de France Bernardem Hinault.

## Najważniejsze osiągnięcia
- 2003
  - 1. miejsce na 4. etapie Tour de Pologne
- 2004
  - 1. miejsce na 4. etapie Deutschland Tour
- 2005
  - 1. miejsce na 2. etapie Circuit Franco-Belge
- 2006
  - 1. miejsce na 8. etapie Tour de Langkawi
  - 1. miejsce na 4. etapie Tour de Picardie
  - 1. miejsce na 4. etapie Tour du Limousin
- 2008 
  - 1. miejsce w Tour du Limousin
    - 1. miejsce na 3. etapie

  - 1. miejsce na 10. etapie Vuelta a España
- 2012
  - 1. miejsce w Boucles de l’Aulne
  - 1. miejsce na 3. etapie Circuit de Lorraine